# サンドウェ
サンドウェ（သံတွဲမြို့、Thandwe） は、ミャンマー西部ラカイン州の町であり、主要な港である。 サンドウェの歴史は非常に古く、一時はラカイン州（当時はアラカンと呼ばれていた）の州都だったと言われている。地区の面積は3,784平方マイル（9,800km2）。山地が多く、アラカン山脈のスパーズが海岸に達している。北部のいくつかの山脈の標高は4,000フィート（1,200メートル）を超える。流れは海岸から数マイル以内の山の急流だけで、クワ川の河口は小舟のための良い停泊地を形成している。アラカン山脈とそのスパーズの岩石は変成岩で、粘土、粘板岩、鉄岩、硬結砂岩などが含まれている。1961年から1990年の間、年間平均降水量は5,323ミリメートル（209.6インチ）であった。数エーカーのタバコ栽培を除き、すべての栽培は稲作である。

## 気候
熱帯モンスーン気候（ケッペン気候分類Am）である。気温は一年を通して非常に暑い。冬の乾季（11月～4月）と夏の雨季（5月～10月）がある。6月から9月にかけて集中豪雨が降り、6月、7月、8月の各月には1,200ミリ（47インチ）以上の雨が降ることもある。1905年の降水量は230.49インチ（5,854mm）。

## 交通
バゴー管区ピイ からは、アラカン山脈を越え、Taunggoke を経由して、サンドウェに到達する事が出来る。市から7km離れたところに、政府が主要な観光地として指定している、長さ3kmにも及ぶンガパリビーチがあり、まだ手のつかない優良な海水浴スポットとしても名高い。
サンドウェには、サンドウェ空港がある。